# Zorzines indogotica
Zorzines indogotica är en fjärilsart som beskrevs av Inoue 1992. Zorzines indogotica ingår i släktet Zorzines och familjen nattflyn. Inga underarter finns listade i Catalogue of Life.